# Джавадян, Лена Багратовна
Лена Багратовна Джавадян (азерб. Lena Baqratovna Cavadyan, арм. Լենա Բագրատի Ջավադյան; 1 сентября 1926, Джеванширский уезд — 28 декабря 1981, Мардакертский район) — советский азербайджанский виноградарь, Герой Социалистического Труда (1981).

## Биография
Родилась 1 сентября 1926 года в селе Колатаг Джеванширского уезда Азербайджанской ССР (ныне село в Кельбаджарском районе Азербайджана/село в Мардакертском районе непризнанной НКР).
С 1941 года хлопковод, виноградарь совхоза имени XXII партсъезда Мардакертского района Нагорно-Карабахской АО. Отличилась при выполнении заданий десятой пятилетки (1976-1980).
Указом Президиума Верховного Совета СССР от 23 февраля 1981 года за выдающиеся успехи, достигнутые в выполнении планов и социалистических обязательств 1980 года и десятой пятилетки по увеличению производства и продажи государству зерна, хлопка, винограда и других продуктов земледелия и животноводства Джавадян Лене Багратовне присвоено звание Героя Социалистического Труда с вручением ордена Ленина и золотой медали «Серп и Молот».
Скончалась 28 декабря 1981 года в родном селе.